# خرگوش کوهی
کوه‌خرگوش‌سانان یا حشره‌خواران موشی (نام علمی: Hyracoidea) کلاد یا راسته‌ای دربرگیرنده چند گونه پستاندار گیاه‌خوار و ریزجثه است که در آفریقا و جنوب غرب آسیا زندگی می‌کنند. این جانوران کف‌رو دارای چهار انگشت در جلو و سه انگشت در عقب دارند که توسط پوسته‌ای پوشانده شده‌اند؛ استثنا در این رابطه یکی از انگشتان پاهای پشتی است که پوشانده نشده و همچون پنجه دیده می‌شود.
خرگوش‌های کوهی دارای کورروده متکاملی هستند. بدن آن‌ها به خوبی توسط پشم پوشیده شده است و دمی کوتاه دارند. بیشترشان میان ۳۰ تا ۷۰ سانتی‌متر طول دارند و وزنشان میان ۲ تا ۵ کیلوگرم است. اگرچه اغلب با جوندگان اشتباه گرفته می‌شوند، اما در حقیقت نزدیکترین خویشاوندان آن‌ها فیل‌ها و گاو دریایی هستند.
خرگوش‌های کوهی با وجود شباهت ظاهری که به خرگوش‌ها دارند از یک راستهٔ متفاوت است و خویشاوندی نزدیکی با آنها ندارند. به احتمال بسیار زیاد حیوانی که در ایران به خرگوش سم‌دار معروف است همین جانور و به‌طور خاص خرگوش کوهی صخره است که در شبه‌جزیره عربستان از یمن تا حجاز و سواحل شرقی مدیترانه و بخش‌هایی از شمال آفریقا فراوان است.
دهخدا نام پارسی آن را «دَنَگ/دنک» دانسته زیر واژه دنگ و وبر

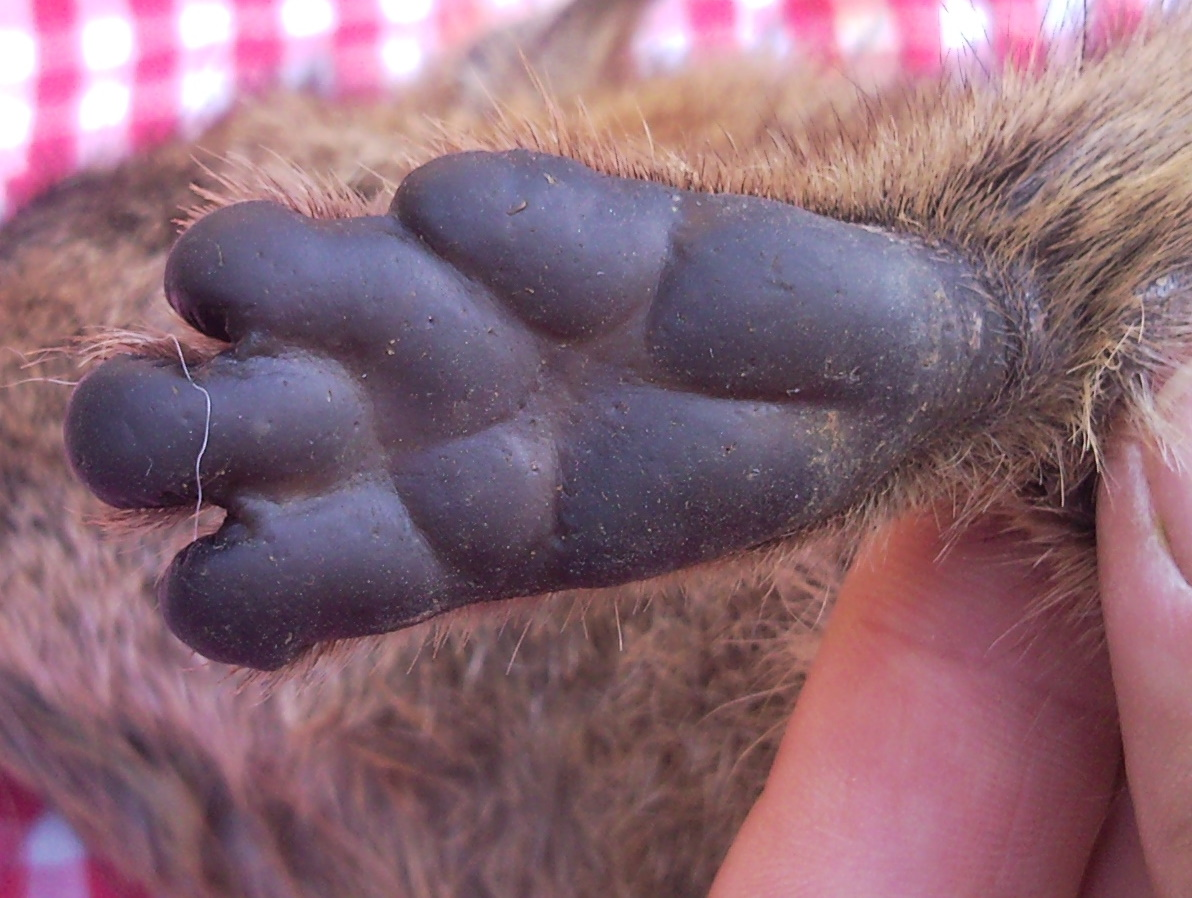
سم خرگوش کوهی صخره